# 116가-컬럼비아 대학교역
116가-컬럼비아 대학교역은 1904년에 개통한 미국의 철도역이다.

## 역 주변
- 컬럼비아 대학교
- 바너드 칼리지
- 허드슨 강변 리버 사이드 공원